# Pezzo di cuore
Pezzo di cuore è un singolo delle cantautrici italiane Emma e Alessandra Amoroso, pubblicato il 15 gennaio 2021 come primo estratto dalla prima raccolta di Marrone Best of Me.

## Descrizione
Il brano è stato scritto da Tropico e musicato da Dardust, quest'ultimo responsabile anche della produzione. Marrone ha raccontato la nascita del progetto:

## Promozione
Il 16 gennaio 2021, il giorno successivo alla pubblicazione del singolo, le due cantanti si sono esibite nel corso della puntata di Amici di Maria De Filippi. Pezzo di cuore è stato successivamente eseguito anche nel corso della quarta serata 71º Festival di Sanremo in cui entrambe le artiste hanno figurato come ospiti speciali.

## Accoglienza
Ernesto Assante de la Repubblica è rimasto piacevolmente colpito dal singolo, affermando che «risponde perfettamente alle caratteristiche di entrambe, nel quale è addirittura difficile, a tratti, capire cosa canta una e cosa l'altra, tale è la sintonia». Andrea Conti descrive il singolo per Il Fatto Quotidiano come «un brano intenso e che sfodera tutta l'intesa delle due artiste che non avrebbe certamente sfigurato, in gara al prossimo Festival di Sanremo. Ma è tutto nato per caso, il che rende tutto entusiasmante ed intimo».
Silvia Gianatti di Vanity Fair descrive il duetto come «un dialogo tra le due voci che si alternano in equilibrio perfetto e il suono che vuole arrivare alla pancia, lasciando immaginare un palco in cui cantarla, anzi gridarla» concludendo «sanno quello che vogliono e quanto valgono e i tempi in cui avevano ancora tutto da dimostrare, anche a livello di numeri, sono ormai lontani». Paolo Travisi, recensendo per Il Messaggero, scrive che «in una storia d'amicizia lunga oltre 10 anni, incrociano le strade nel momento più duro per chi fa spettacolo, nel corso di una pandemia» proseguendo che «un brano nato di nascosto da fan e case discografiche, descrive due donne, con percorsi e personalità diversi, ma sempre alla ricerca di emozioni vere, partendo dall'amore per se stesse».

## Video musicale
Il video, diretto da Bendo e realizzato in bianco e nero, è stato reso disponibile il 18 gennaio 2021 attraverso il canale YouTube di Emma.

## Tracce
Testi di Davide Petrella, musiche di Dario Faini.
Download digitale
1. Pezzo di cuore – 3:47

7"
- Lato A

1. Pezzo di cuore – 3:47

- Lato B

1. Pezzo di cuore (Instrumental) – 3:47

## Formazione
Musicisti
- Emma – voce
- Alessandra Amoroso – voce
- Dardust – pianoforte, programmazione, arrangiamento, strumenti ad arco
- Gianmarco Grande – chitarra
- Alberto Paone – batteria
- Carmelo Emanuele Patti – strumenti ad arco
- Lucio Enrico Fasino – basso

Produzione
- Dardust – produzione
- Andrea Suriani – missaggio, mastering

## Classifiche
| Classifica (2021) | Posizione massima |
| ----------------- | ----------------- |
| Italia            | 2                 |